# 圣埃斯特万德戈尔马斯
圣埃斯特万德戈尔马斯，是西班牙卡斯蒂利亚-莱昂索里亚省的一个市镇。总面积407平方公里，总人口3301人（2001年），人口密度8人/平方公里。